# أكسل هاريز
أكسل هاريز (بالألمانية: Axel Harries)‏ هو منافس ألعاب قوى ألماني، ولد في 19 سبتمبر 1964 في فرايبورغ في ألمانيا.

## وصلات خارجية
- أكسل هاريز على موقع الاتحاد الدولي لألعاب القوى (الإنجليزية)
- أكسل هاريز على موقع أوليمبيديا (الإنجليزية)